# Bollinger Motors
Pour les articles homonymes, voir Bollinger.
Bollinger Motors est un constructeur automobile américain de véhicules électriques basé à Oak Park, dans le Michigan.

## Histoire
La société automobile Bollinger Motors a été fondée dans le nord de Hobart, à New York, en 2014,, par l'entrepreneur américain Robert Bollinger du même nom. L'objectif était de développer un véhicule tout-terrain électrique.
Le premier résultat du travail des designers de Bollinger a été un prototype de voiture à trois portes appelée B1, qui a été présenté en juin 2017. La voiture a un design caractéristique et austère qui se distingue par une carrosserie angulaire recouverte de vernis mat et la possibilité de démonter la partie arrière du toit. La commercialisation du modèle était alors prévue pour 2019. En août 2017, le constructeur a réussi à collecter 6 000 commandes pour le Bollinger B1.
En mars 2018, Bollinger a décidé de déplacer son siège social de New York à Ferndale, dans le Michigan. Deux ans après la présentation du prototype B1, en septembre, Bollinger a présenté ses deux premières voitures prêtes pour la production, la version de production du modèle B1 et un pick-up 4 portes B2.
En avril 2020, Bollinger a annoncé que la production en série et les ventes des modèles B1 et B2 commenceraient en 2021. En août 2020, le siège social de la société a déménagé de Ferndale à Oak Park.
À la mi-janvier 2022, la société a annoncé un changement d'orientation majeur, reportant le développement du modèle grand public au profit d'une plate-forme de véhicules utilitaires, affirmant qu'elle rembourserait les réservations du B1 et du B2. Bollinger proposera sa plate-forme évolutive de batterie skateboard à propulsion arrière pour les camions de classe 3 à 6 à d'autres entreprises, qui utiliseront la plate-forme comme base pour leurs dépanneuses, camions poubelles, bus et autres véhicules électriques commerciaux,. L'entreprise recherche un partenaire de fabrication pour le concept de fourgon DELIVER-E qu'elle a présenté en avant-première en août 2020,.